# Louis Marie Turreau
Louis Marie Turreau   (Évreux, 4 de juliol de 1756 - Conches-en-Ouche, 10 de desembre de 1816) també conegut com a Turreau de Garambouville o Turreau de Linières, fou un oficial general francès de les Guerres Revolucionàries Franceses. Va ser molt destacat com l'organitzador de les colònies infernals durant la Revolta de La Vendée, que va massacrar desenes de milers de vendeans i va fer estralls al camp. Va assolir el comandament de l'exèrcit, però sense assoliments militars notables. Sota el Primer Imperi francès, va exercir la seva carrera com a funcionari alt, convertint-se en ambaixador als Estats Units a continuació a baró de l'Imperi.

## Biografia

### Vida primerenca
El pare de Louis-Marie Turreau va ser procurador fiscal per a aigües i boscos al comte d'Évreux, abans de convertir-se en alcalde d'Évreux. Aquesta situació va oferir certs privilegis a la família Turreau, tot i que no eren nobles. Turreau fou tanmateix un revolucionari fervent des del 1789, aprofitant com molts altres, especialment els burgesos d'aquesta època. Elegit alcalde d'Aviron, va comprar diverses finques clericals (com la de l'abadia de Conches).

## Carrera fins al 1794
Abans de la Revolució, no havia tingut cap activitat militar real, havent entrat al cos de guàrdies del comte d'Artois, però només havia estat inscrit per a papers supernumeraris (només era un reservista). A la Revolució, va ingressar a la Guàrdia Nacional de Conques, i es va fer càrrec com a líder el juliol de 1792. Al setembre va ser elegit capità d'una companyia de voluntaris d'Eure i va començar a lluitar a les fronteres del nord. Va ser coronel el novembre, es va integrar a l'armée de Moselle.
El juny de 1793, Turreau fou introduït a larmée des côtes de La Rochelle, restant així fins al 8 d'octubre, tot i que el càrrec no li agradava. Va escriure a un amic: "Jo mouria el cel i la terra per no anar al Poitou. Aquest tipus de guerra em molesta". Tot i així, va lluitar durant dos mesos a la Vendée. Va exercir de cap de l'Exèrcit dels Pirineus Orientals des del 12 d'octubre fins al 27 de novembre de 1793. Durant aquest període, va ser derrotat pel general espanyol Antonio Ricardos a la batalla dels Tech (Pla-del-Rey) del 13 al 15 d'octubre. El gener de 1794, va denunciar el seu general Eustache Charles d'Aoust al Comitè de Seguretat Pública, conduint a l'execució d'Aoust al juliol. Es va convertir en comandant en cap de l Armée de l'Ouest a partir del 29 de desembre, però va tornar a considerar aquest càrrec amb poc entusiasme. Abans d'arribar al seu càrrec, els darrers elements de l'Armée catholique et royale van ser esborrats per Kléber i Marceau a la batalla de Savenay el 23 de desembre.

## Carrera posterior
El 20 de maig, Turreau va ser nomenat governador de la Belle-Île, després arrestat el 28 de setembre de 1794. Va passar un any a la presó, que li serví per editar el seu Mémoires pour servir à l'histoire de la Vendée. Va rebutjar l'amnistia de 4 anys Brumaire que va tancar les obres de la Convenció Nacional, amb l'objectiu de ser rehabilitat de forma inequívoca. El 19 de desembre de 1795 va ser absolt per un tribunal militar que va jutjar que només havia estat obeint ordres. Sota el consolat francès va ser enviat a Suïssa. Al maig i juny de 1800, va comandar una divisió en un atac desviador a Torí des de l'oest, però va perdre la batalla de Marengo. De 1803 a 1811 va ser ambaixador francès als Estats Units d'Amèrica, aleshores comandant de diverses fortaleses militars.
El 1814, es va presentar a Lluís XVIII i durant els Cent Dies va publicar un Mémoire contre le retour éphémère des hommes à privilèges. A la restauració borbònica no va ser processat, ni per culpabilitat ni per les colònies infernals. Va estar a la llista dels guardonats amb la creu de Sant Lluís, però va morir abans de poder assistir a una cerimònia oficial de l'ordre de rebre-la.

## Distincions
- Baró de Linières (1812)
- Chevalier de Saint-Louis (1814)
- El seu nom està gravat a la 15a columna del colon de l' Arc de Triomf.

### Llibres
- Arnold, James R. Marengo i Hohenlinden. Barnsley, South Yorkshire, Regne Unit: Pen & Sword, 2005. ISBN 1-84415-279-0